# グレアム・チャップマン (小惑星)
グレアム・チャップマン（9617 Grahamchapman）は、小惑星帯に位置する二重小惑星。1993年3月17日にヨーロッパ南天天文台のウプサラ-ヨーロッパ南天天文台小惑星、彗星調査プログラム（UESAC）により発見された。
2006年、オンドジェヨフ天文台による地球近傍天体天体測光プログラムにより、衛星を有することが発見された。衛星（S/2006 (9617) 1）の公転周期は約19時間。また、この観測により自転周期が約2.3時間で、ほぼ回転楕円体であることも確認された。
2000年3月20日に命名された名称は、イギリスのコメディグループモンティ・パイソンのグレアム・チャップマンに由来する。他のメンバーも同様に小惑星名として採用されており、9617から9622までの一連の小惑星番号に付されている。加えて、モンティ・パイソンも小惑星の名称となっている。
- (9618) ジョン・クリーズ
- (9619) テリー・ギリアム
- (9620) エリック・アイドル
- (9621) マイケル・ペイリン
- (9622) テリー・ジョーンズ
- (13681) モンティ・パイソン